# Mount Breakenridge
Mount Breakenridge är ett berg i provinsen British Columbia i Kanada. Det ligger på nordöstra sidan av Harrison Lake väster om Big Silver Creek. Toppen av Mount Breakenridge ligger 2 395 meter över havet och primärfaktorn är 325 meter. Närmaste högre bergstopp är Traverse Peak 2 460 meter över havet, 3,5 km norr om Mount Breakenridge.